# May Britt

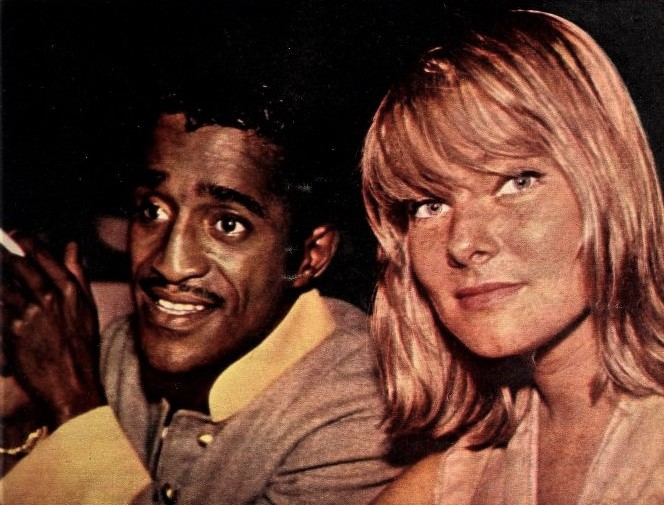
Sammy Davis Jr. és May Britt, 1960

May Britt (Lidingö, 1934. március 22.) svéd származású amerikai színésznő.

## Életpályája
Pénztáros volt egy üzletben; olasz filmesek – Mario Soldati és Carlo Ponti – fedezték fel és ajánlottak számára szerződést. 1952–1957 között Rómában, 1957-től Hollywoodban filmezett.

## Munkássága
A magyar közönség a Hűtlen asszonyok (1953) szép Lilliannájaként fekete hajjal ismerte meg. Különben szőke, skandináv típus. Játékai illúziót keltő, de néha túlságosan hideg, kimért. 1959-ben eljátszotta Marlene Dietrich hajdani, nagy sikerű szerepét, Lola-Lolát, a kisvárosi énekesnőt A kék angyalban.

## Magánélete
1958–1959 között Edwin Gregson amerikai színész volt a férje. Sammy Davis Jr. amerikai előadóművésszel kötött házassága (1960–1968) a fajgyűlölő, amerikai és európai körökben óriási felzúdulást keltett. 1993 óta Lennart Ringquist a párja.

## Filmjei
- Hűtlen asszonyok (1953)
- Jolanda, a fekete kalóz lánya (Jolanda la figlia del corsaro nero) (1953)
- A farkas (La lupa) (1953)
- Az elátkozott asszonyok hajója (La nave delle donne maledette) (1953)
- Modern szűz (Vergine moderna) (1954)
- Utolsó szerető (L'ultimo amante) (1955)
- Háború és béke (1956)
- A rossz foglyai (Prigionieri del male) (1956)
- Oroszlánkölykök I.-II. (1958)
- A vadászok (The Hunters) (1958)
- A kék angyal (The Blue Angel) (1959)
- Murder, Inc. (1960)
- Mission: Impossible (1969)
- Brando (2007)